# Dragan Aleksić
Dragan Aleksić (v srbské cyrilici Драган Алексић,1901 Bunić, poblíž Korenice, Rakousko-Uhersko – 1964, Bělehrad, Jugoslávie) byl jugoslávský spisovatel, literární kritik a malíř, iniciátor jugoslávského dadaismu (tzv. yougo-dada). Původem byl chorvatský Srb.

## Biografie
Nedlouho po skončení první světové války studoval slavistiku v Praze, kde se seznámil s berlínskými dadaisty, ale také s českou avantgardní skupinou Devětsil, především s jejím zakladatelem Karlem Teige. Znal se i s Jaroslavem Seifertem.
Po svém návratu do Chorvatska se nadšeně věnoval dadaistické tvorbě, na které spolupracoval s Branislavem Micićem. Zorganizoval několik dadaistických výstav v městech Východní Slavonie a dnešní Vojvodiny (Osijek, Vinkovci, Novi Sad, Subotica). Blízko měl k maďarským dadaistům; ve Vinkovcích vytvořil na krátkou dobu i dadaistickou literární skupinu (s ní se ztotožnili ještě Antun Tuna Milinković – známý pod pseudonymem Fer Mill, Dragan Sremac, Slavko Šlezinger, nebo Vido Lastov). V Záhřebu zřídil dadaistický klub. Spolupracoval tam také s časopisem Zenit, vůdčím avantgardním periodikem, které v chorvatské metropoli vycházelo. Díky tomu tak v Zenitu objevilo nemalé množství dadaistického obsahu. Vliv Zenitu byl v jugoslávské společnosti nemalý; jeho tvorba (ovlivněná právě dadaismem) dala název celému domácímu literárnímu směru: zenitismu.[zdroj?]
Velmi známou dadaistickou zálibu v nonkonformitě ohledně vizuálního stylu představil Aleksić ve svých časopisech Dada tank a Dada Jazz, ke kterým patřil ještě Branka Ve Polanského Dada jok. Ty začal vydávat krátce poté, co se rozešel se Zenitem.
Aleksić byl aktivní v celé řadě oblastí. Psal literární kritiky, sestavoval sborníky, maloval obrazy, vydával časopisy, psal básně. V žádné z těchto oblastí však nezanechal žádné přelomové dílo.
Poté, co velmi krátce trvající dadaismus ustoupil z mezinárodní literární scény jiným avantgardním směrům se připojil k bělehradským surrealistům. Až do roku 1928 byl nicméně stále ovlivněn dadaistickými vzory a až poté přešel k tradičnějšímu pojetí literární tvorby. Přispíval do řady surrealistických časopisů, jakými byly např. Putevi, Svedočanstva, Večnost.